# Nicolaus I Bernoulli
Nicolaus I Bernoulli (Basilea, 21 de octubre de 1687-Basilea, 29 de noviembre de 1759) fue un matemático suizo del siglo XVIII, uno de los iniciadores de la teoría de la probabilidad.

## Biografía
Nicolaus I Bernoulli fue hijo de Nicolaus Bernoulli, un pintor y regidor del ayuntamiento de Basilea que era hermano de los reconocidos matemáticos Jakob y Johann Bernoulli. Nicolaus I estudió matemáticas con sus tíos. En 1704 se graduó en la Universidad de Basilea y en 1709 se doctoró en la misma universidad con una tesis titulada Dissertatio Inauguralis Mathematico-Juridica de Usu Artis Conjectandi in Jure que pretendía aplicar la teoría de la probabilidad a ciertas cuestiones jurídicas.
Los años siguientes los dedicó a editar la obra de su tío Jakob (fallecido en 1705), acabando por editar en 1713 Ars conjectandi, un libro sobre probabilidades que su tío había dejado inacabado y que Nicolaus I creía que podía extender al mundo económico y político.
En 1712 hizo un grand tour por Holanda, Inglaterra y Francia, donde conoció a Pierre Rémond de Montmort, con quien desarrolló una estrecha amistad y colaboración.
El 1716 fue nombrado catedrático en la Universidad de Padua, donde permaneció hasta 1722, trabajando en geometría y ecuaciones diferenciales. En 1722 volvió a Basilea para hacerse cargo de la cátedra de lógica de la universidad. Llegó a rector de esta universidad en cuatro ocasiones.

## Obra
A pesar de que Nicolaus I era un matemático dotado, no fue muy productivo. La mayoría de sus hallazgos están en su correspondencia, sobre todo en la cruzada con Montmort. Buena parte de esta correspondencia (1710-1712) fue incluida por Montmort en su libro Essai d’analyse sur les jeux de hazard (París, 1713). La primera versión de la paradoja de San Petersburgo, que posteriormente resolvería Daniel Bernoulli, está precisamente en esta correspondencia.
También es de interés su correspondencia cruzada con Gottfried Leibniz, discutiendo cuestiones de convergencia, y con Leonhard Euler, en que critica el uso indiscriminado de series divergentes.